# Jimmy Haslip
James Robert "Jimmy" Haslip (født 31. december 1951 i Bronx, New York City, New York, USA) er en amerikansk bassist.
Haslip er nok bedst kendt fra sit medlemskab i fusionsgruppen Yellowjackets som han var medlem af fra (1977-2012). Han har ligeledes spillet med musikere såsom Allan Holdsworth, Chad Wackerman, Eric Marienthal, Virgil Donati, Michael Bolton og gruppen Jing Chi som foruden ham selv består af Robben Ford på guitar og Vinnie Colaiuta på trommer. Han har også indspillet sine egen solo lp´er, og turneret med egne fusions grupper. Haslip er en af pionerene på den fem strengede elbass.

## Diskografi

### Solo
- ARC (1993)
- Red Heat (2000)
- Jing Chi (2001)
- Live (2003) med Jing Chi
- 3D (2004) - med Jing Chi
- Supremo (2017) - med Jing Chi
- Blues For Tony (2009) - med Allan Holdsworth

### Med Yellowjackets
- Yellowjackets (1981)
- Mirage a Trois (1983)
- Samurai Samba (1985)
- Shades (1986)
- Four Corners (1987)
- Politics (1988)
- The Spin (1989)
- Greenhouse (1991)
- Live Wires (1992)
- Like a River (1993)
- Run for Your Life (1994)
- Dreamland (1995)
- Blue Hats (1997)
- Club Nocturne (1998)
- Mint Jam (2001)
- Time Squared (2003)
- Peace Round: A Christmas Celebration (2003)
- Altered State (2005)
- Twenty-Five (2006)
- Lifecycle (2008)
- Timeline (2011)

## Eksterne Henvisninger
- Homepage